# 阿弥陀院 (足立区鹿浜)
阿弥陀院（あみだいん）は、東京都足立区にある真言宗智山派の寺院。

## 歴史
1782年（天明2年）に開山された。隣の押部八幡神社の別当寺であった。
本尊の阿弥陀如来像は、恵心僧都源信の作といわれている。また閻魔大王像もある。
現在の本堂等は、1965年（昭和40年）に新築したものである。その際の整備の過程で、宝篋印塔や板碑が出土した。

## 百万遍
当院には「百万遍」と呼ばれる行事がある。毎年5月28日に近い日曜日に行われる行事で、直径4～5メートルの大きな数珠を十数人が持ち上げて回しながら念仏を唱えるものである。
「百万遍」という名称であるが、念仏を百万回唱える訳ではなく、1回を1万回とみなしている。つまり実際に唱えるのは百回である。
第二次世界大戦中に一時中断したが、戦後に復活して、現在は足立区の無形民俗文化財に登録されている。

## 交通アクセス
- 西新井大師西駅より徒歩12分（経路案内）。